# کامبات
کامبات (به ژاپنی: コンボット Konbotto) یک شخصیت ساختگی در سری بازی مبارزه‌ای تکن است که اولین بار در تکن ۴ به‌عنوان یک ربات عمومی توسط لی چائولان ساخته شد و در تورنومنت چهارم، به‌عنوان غول آخر ماشینی انتخاب شد. او برنامه‌ریزی شده‌است تا سبک هر نوع جنگده را یاد بگیرد که از طریق مسابقات پیشرفت کند. او همچنین برای افزایش احتمال به‌دست آوردن لی از میشیما زایباتسو استفاده‌کرد تا هیهاچی توسط کامبات شکست خورده‌باشد. تولید نمونه اولیه هجوم برد، که منجر به ضربه‌هایی مانند استفاده از تنها یک سبک مبارزه در یک زمان می‌شود و به‌طور تصادفی از طریق آن‌ها تغییر می‌کند. ربات با استفاده از برخی ویژگی‌های فیزیکی شخصیت‌های دیگر، مانند داشتن شمشیر یوشمیتسو یا دمی بلند شبیه کینگ دارد.
کامبات در نکن تگ تورنومنت ۲ یک بازیکن «آموزش دیده» و قابل استفاده است. لی (به‌عنوان تغییر خود، وایولت) کار کامبات را به‌عنوان برخی از برنامه سوپر کامبات دی‌اکس کامل می‌کند. با این حال، لی در کسب و کار خود موفق است که او را نادیده می‌گیرد و به‌توجه به ربات، ربات منفجر می‌شود. او یک مدل دویوم ایحاد می‌کند و سپس هیهاچی، جین، و کازویا را به‌عنوان افراد آزمایشی ربوده تا دویل جین آن را از بین می‌برت.